# Bidaspa extensa
Bidaspa extensa är en fjärilsart som beskrevs av Evans 1927. Bidaspa extensa ingår i släktet Bidaspa och familjen juvelvingar. Inga underarter finns listade i Catalogue of Life.